# Batis de Lámpsaco
Batis de Lámpsaco (siglo III a. C.) fue una filósofa y discípula de Epicuro. Era hermana de Metrodoro de Lámpsaco el Joven y mujer de Idomeneo.
Entre los fragmentos de cartas descubiertos entre los papiros de la villa de Herculano, se cree que algunos podrían haber sido escritos por Batis.
Cuando murió su hijo, Metrodoro escribió a su hermana para consolarla, diciéndole que «todo bien de los mortales es mortal» y que «hay un cierto placer parecido a la tristeza, y que uno debería perseguirlo en momentos como estos».